# Vanuatski vatu
Vanuatski vatu (ISO 4217 kod: VUV ili Vt) je valuta Vanuatua. Nema manje jedinice.

## Novčanice
- Kovanice su 1, 2, 5, 10, 20, 50 i 100 Vatu
- Novčanice su 100, 200, 500, 1000 i 5000 Vatu